# Verșîna-Zharska, Drabiv
Verșîna-Zharska (în ucraineană Вершина-Згарська) este o comună în raionul Drabiv, regiunea Cerkasî, Ucraina, formată numai din satul de reședință.

## Demografie
Componența lingvistică a comunei Verșîna-Zharska
     Ucraineană (98,69%)
     Rusă (1,31%)
Conform recensământului din 2001, majoritatea populației comunei Verșîna-Zharska era vorbitoare de ucraineană (98,69%), existând în minoritate și vorbitori de rusă (1,31%).